# Tour de Lombardie 1967
La 61e édition du Tour de Lombardie s'est déroulée le 21 octobre 1967. La course a été remportée par le coureur italien Franco Bitossi. Le parcours s'est déroulé entre Milan et Côme sur une distance de 266 kilomètres.

## Déroulement de la course
Franco Bitossi se présente seul à l'arrivée au vélodrome de Côme. Il conserve une trentaine de secondes d'avance sur un groupe de cinq hommes dont le sprint est remporté par l'Italien Felice Gimondi, vainqueur de l'édition précédente. Il est à noter que le Français André Zimmermann, arrivé quatrième, a été déclassé pour dopage. 90 coureurs étaient au départ et seulement 26 à l'arrivée.

## Classement final
| Pos. | Coureur           | Équipe     | Temps           |
| ---- | ----------------- | ---------- | --------------- |
| 1    | Franco Bitossi    | Filotex    | 6 h 54 min 50 s |
| 2    | Felice Gimondi    | Salvarani  | à 31 s          |
| 3    | Raymond Poulidor  | Mercier    | m.t.            |
| DQ   | André Zimmermann  | Peugeot    | m.t.            |
| 4    | Wladimiro Panizza | Vittadello | m.t.            |
| 5    | Adriano Passuello | Molteni    | m.t.            |
| 6    | Eddy Merckx       | Peugeot    | à 51 s          |
| 7    | Guido De Rosso    | Vittadello | m.t.            |
| 8    | Raymond Delisle   | Peugeot    | à 1 min 01 s    |
| 9    | Jan Janssen       | Pelforth   | à 1 min 29 s    |
| 10   | Bernard Guyot     | Pelforth   | à 1 min 31 s    |